# Matti J. Korhonen
Matti J. Korhonen ("Mattijii") , född 23 juli 1934 i Lojo, död 26 augusti 2018 i Stockholm, var en sverigefinländsk lärare och politiker (socialdemokrat).
Korhonen studerade till lärare vid Helsingfors lärarhögskola och vid Uleåborgs universitet. Därefter var han lärare i norra Finland innan han 1971 flyttade till Sverige. Till en början arbetade han på en verkstad, Bulten i Hallstahammar, innan han blev hemspråkslärare i Gustavsberg. Där anslöt han sig till den finska föreningen. År 1971 blev han invald i styrelsen för Sverigefinska Riksförbundet, vari han verkade för skol- och kulturfrågor, emellanåt var han vice ordförande. Han betonade i sin verksamhet tvåspråkighet och modersmålets roll i barnets utveckling. Han var sekreterare i det arbetsutskott som fick till stånd Stockholms första finskspråkiga skola. Korhonen var även en av initiativtagarna till Ruotsinsuomalaisten Kirjoittajien Yhdistys, vari han även verkade som ordförande. En intresserade sig för sverigefinländarnas kulturautonomi. 
Korhonen verkade i Gustavsbergs finska klubb, Sverigefinska Riksförbundets Stockholmsavdelning, Finska församlingens kyrkoråd, som ordförande i Värmdö kommuns kulturförvaltning och i styrelsen för Finlandsinstitutet.